# Wikiștiri
Wikiștiri este o sursă liberă de știri. Ediția în limba română a fost lansată în 19 ianuarie 2005 și de atunci sunt aproape 1000 de articole scrise.